# Christian Breuer (Fußballspieler)
Christian Breuer (* 24. April 1939 in Hüchelhoven-Fliesteden, heute zu Bergheim; † 3. September 2017 in Aachen) war ein deutscher Fußballspieler. Als Aktiver des 1. FC Köln gewann er im Jahre 1962 durch einen 4:0-Sieg gegen Titelverteidiger 1. FC Nürnberg die deutsche Meisterschaft.

## Laufbahn

### 1. FC Köln, bis 1962
Gemeinsam mit seinem Vetter Christian Müller wechselte Breuer im Sommer 1958 vom SC Fliesteden zum 1. FC Köln in die Fußball-Oberliga West, wo seit Anfang der 1950er Jahre bereits Fritz Breuer (beide nicht verwandt) spielte. Für den vielseitig einsetzbaren Spieler – im Angriff wie im Mittelfeld – brachte die Umstellung vom Amateurfußball hin zum Niveau der Oberliga wie auch der Leistungsstärke des Kölner Mannschaftskaders es mit sich, dass er im ersten Spieljahr 1958/59 zu keinem Einsatz in der Oberligaverbandsrunde kam. In der Endrunde um die deutsche Meisterschaft wurde er von Trainer Péter Szabó aber beim Spiel am 20. Juni 1959 in Köln gegen den FK Pirmasens an der Seite der Mannschaftskollegen Fritz Breuer, Fritz Ewert, Josef Röhrig, Hans Schäfer und Karl-Heinz Schnellinger in das Rennen geschickt. In den drei Spielzeiten 1959/60 bis 1961/62 gehörte er den jeweiligen Kölner Meistermannschaften in der Oberliga West an und vertrat die „Geißbockelf“ in 17 Spielen in der Endrunde um die deutsche Meisterschaft und erzielte ein Tor. In der Endrunde 1959/60 zog er erstmals mit Köln in das Finale um die deutsche Fußballmeisterschaft ein, verlor aber mit seinen Mannschaftskollegen das Endspiel am 25. Juni in Frankfurt mit 2:3 Toren gegen den Hamburger SV. Zum Höhepunkt seiner Spielerlaufbahn wurde der Titelgewinn in der Meisterschaftsendrunde 1962, als die Mannschaft von Präsident Franz Kremer überlegen mit 4:0 Toren den Titelverteidiger 1. FC Nürnberg ablöste. Trotz dieses Erfolges schloss sich Breuer zur Runde 1962/63 dem Oberligarivalen Alemannia Aachen an. Von 1959 bis 1962 hatte er für Köln 63 Spiele in der Fußball-Oberliga West absolviert und dabei elf Tore erzielt. In Europa hatte er im Messecup von 1960 bis 1962 die Farben von Köln – Stadtauswahl (AS Rom) und 1. FC Köln (Inter Mailand) – vertreten. Insgesamt bestritt Breuer für den 1. FC Köln einhundert Pflichtspiele und erzielte dreizehn Tore.

### Aachen, 1962 bis 1966
Im letzten Jahr des erstklassigen Oberligasystems – 1962/63 – absolvierte Christian Breuer für die Tivoli-Elf unter Trainer Oswald Pfau alle 30 Rundenspiele und belegte mit der Alemannia den fünften Rang. Gegen seine Ex-Mannschaft und erneuten Titelträger im Westen, den 1. FC Köln, holte er mit seinen Mannschaftskameraden Alfred Glenski, Josef Martinelli und Branko Zebec 3:1 Punkte. Mit dem offensivstarken „Jupp“ Martinelli und dem jugoslawischen Ex-Nationalspieler Zebec als Abwehrchef bildete er eine Läuferreihe der Extraklasse. Überraschenderweise wurde Aachen – durchgehendes Mitglied der Oberliga West von 1947 bis 1963 – zur Runde 1963/64 im Gegensatz zur Konkurrenz aus Meiderich und Münster nicht für die neue Fußball-Bundesliga nominiert. Breuer und Kollegen spielten deshalb ab dem Bundesligastart in der Zweitklassigkeit der Fußball-Regionalliga West. Wie erhofft gewann Alemannia 1964 die Meisterschaft und zog in die Aufstiegsrunde ein. Dort belegte der Westmeister hinter Hannover 96 und Hessen Kassel aber den dritten Rang und verblieb damit in der Regionalliga. Im zweiten Bundesligaanlauf 1965 wurden Breuer und Kollegen hinter Borussia Mönchengladbach Vizemeister und scheiterten in der Aufstiegsrunde am FC Bayern München. Im DFB-Pokal hatte sich Alemannia zuvor durch einen 4:3 Halbfinal-Erfolg nach Verlängerung – der schussgewaltige Christian Breuer hatte in der 100. Spielminute den Siegtreffer markiert – in das Pokalendspiel gekämpft, das am 22. Mai in Hannover mit 0:2 Toren gegen den alten Westrivalen Borussia Dortmund verloren wurde. Im dritten Regionalligajahr, 1965/66, wurde mit dem dritten Rang hinter Fortuna Düsseldorf und Rot-Weiss Essen die Aufstiegsrunde nicht erreicht. Auch ein Trainerwechsel im Oktober 1965 von Pfau zu Willibert Weth brachte nicht den gewünschten Erfolg. Mit 27 Jahren nahm Breuer deshalb im Sommer 1966 nach 103 Regionalligaeinsätzen mit 31 Toren für Aachen das Angebot des Bundesligisten Hannover 96 an und stand damit ab der Saison 1966/67 im Aufgebot der „Roten“ in Hannover.

### Hannover, 1966 bis 1970
In vier Runden Bundesligafußball – 1966 bis 1970 – erlebte der Neuzugang aus Aachen in Hannover Turbulenzen im Trainerbereich – Horst Buhtz, Zlatko Čajkovski –, spektakuläre Spielerverpflichtungen – Jupp Heynckes, Josip Skoblar – und trotzdem kein Vordringen in die Tabellenspitze. Breuer gehörte in den vier Jahren immer der Stammbesetzung an, wechselnde Trainernamen und unbefriedigende Platzierungen änderten daran nichts. In der Bundesliga sanken die 96er vom neunten (1967) auf den 13. Rang (1970) zurück und im Messecup – SSC Neapel, B 1909 Odense, AIK Stockholm, Leeds United, Ajax Amsterdam – konnte man auch nicht den angestrebten Erfolg verwirklichen. Am 3. Mai 1970 bei dem 4:2-Heimerfolg gegen den 1. FC Kaiserslautern absolvierte der Mittelfeldspieler und Libero sein letztes Bundesligaspiel für Hannover. Nach 122 Bundesligaspielen mit elf Toren für die Niedersachsen kehrte Breuer zur Runde 1970/71 wieder zu Alemannia Aachen in die Fußball-Regionalliga West zurück.

### Aachen, 1970 bis 1975
In seiner ersten Saison nach seiner Rückkehr aus Hannover belegte er beim Bundesligaabsteiger mit seinen Mannschaftskameraden Herbert Gronen, Erwin Hermandung, Werner Scholz und Horst Schauß unter der Trainingsleitung von Hermann Lindemann – ab der Rückrunde ersetzt durch Volker Kottmann – den sechsten Rang in der Regionalliga West. An der Spitze der Tabelle waren der VfL Bochum, Fortuna Düsseldorf und der Wuppertaler SV weit enteilt, die alsbaldige Bundesligarückkehr war für Aachen kein umsetzbares Ziel gewesen. Bis zur letzten Runde der alten zweitklassigen Regionalliga – 1973/74 – konnte Alemannia mit Mannschaftskapitän Christian Breuer, seinen Mitspielern Georg Marwig, Karl Del’Haye, Hans-Jürgen Ferdinand, Wilhelm Haag, Joaquín Montañés, Christoph Walter sowie Trainer Michael Pfeiffer nicht realistisch um den Kampf um die zwei ersten Plätze gegenüber Wattenscheid 09, Rot-Weiß Oberhausen und Bayer 05 Uerdingen eingreifen und belegte 1974 den siebten Rang. Insgesamt – 1963/64 bis 1965/66 und 1970/71 bis 1973/74 – absolvierte Breuer in der Fußball-Regionalliga West für Aachen 238 Spiele und erzielte dabei 52 Tore.
Der Senior nahm mit 35 Jahren auch noch das erste Jahr der 2. Fußball-Bundesliga Nord 1974/75 in Angriff. Trainer Pfeiffer wurde bereits im September 1974 durch Horst Witzler abgelöst und Rolf Kucharski erzielte 20 Tore für Alemannia. In der letzten Runde mit Aachen erlebte der Kapitän in der neuen Liga den Kampf gegen den Abstieg. Mit 30:46 Punkten landeten die Schwarz-Gelben auf dem 15. Rang, ab dem 17. Platz wäre man in das Amateurlager abgestiegen. Am 38. Spieltag, den 15. Juni 1975, bei der 0:2-Auswärtsniederlage bei Arminia Bielefeld, absolvierte Libero Breuer mit den Abwehrkollegen Gerhard Prokop, Josef Bläser, Peter Stollwerk und Franz Pavlak sein letztes Spiel in der 2. Bundesliga und beendete damit seine Laufbahn als Lizenzfußballer. Er hatte nochmals 31 Rundenspiele mit einem Tor absolviert.

## Nach der Laufbahn
Der gelernte Schlosser führte im Aachener Stadtbezirk Richterich ein Schreibwarengeschäft und war dort auch heimisch geworden. Er übernahm zur Runde 1975/76 als Spielertrainer im Amateurbereich Rhenania Würselen und von 1977 bis 1979 SV Rhenania 1919 Richterich, wo er auch anschließend bis 1982 das Traineramt ausgeübt hat.
Die im Spielerlexikon noch Christian Breuer zugeschriebenen Einsätze in den Runden 1976/77 und 1977/78 absolvierte der von SC Jülich 1910 gekommene Franz-Josef Breuer.

## Vereine
- 1952–1958 SC Fliesteden
- 1958–1962 1. FC Köln
- 1962–1966 Alemannia Aachen
- 1966–1970 Hannover 96
- 1970–1975 Alemannia Aachen

## Erfolge
- 1960 Deutscher Vize-Meister
- 1962 Deutscher Meister
- 1965 DFB-Pokal-Finale
- Westdeutscher Meister: 1960, 1961, 1962

## Weblink
- Spielerarchiv von Alemannia Aachen

| Personendaten    | Personendaten                             |
| ---------------- | ----------------------------------------- |
| NAME             | Breuer, Christian                         |
| KURZBESCHREIBUNG | deutscher Fußballspieler                  |
| GEBURTSDATUM     | 24. April 1939                            |
| GEBURTSORT       | n Hüchelhoven-Fliesteden, Deutsches Reich |
| STERBEDATUM      | 3. September 2017                         |
| STERBEORT        | Aachen, Deutschland                       |